# Седація

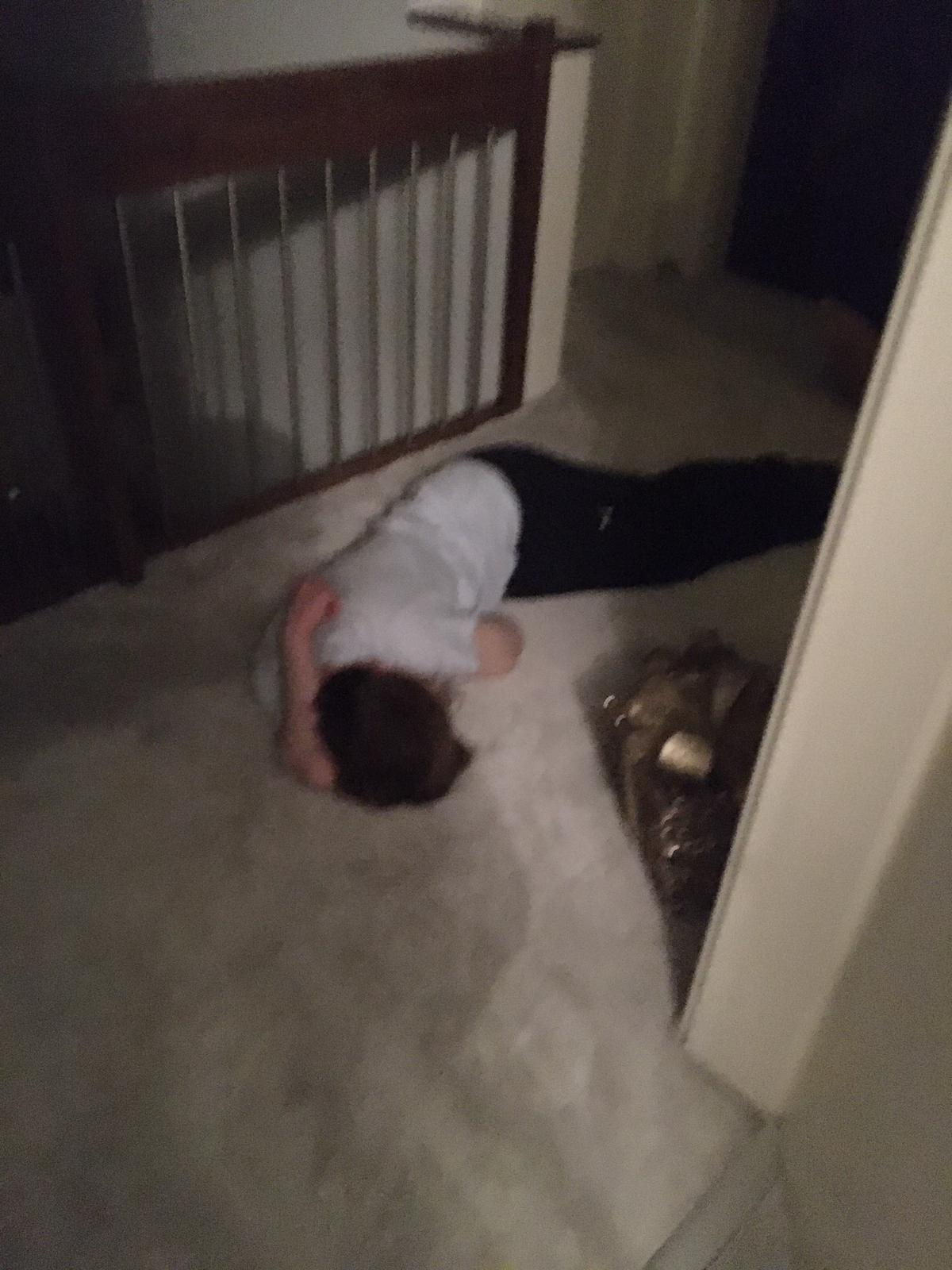
Людина в індукованій комі, спричиненій ГОМК

Седація (через фр. sédatif від лат. sedatio «заспокоєння»), також штучна кома, медикаментозний сон, медикаментозна кома, індукована кома — зниження подразливості чи збудження шляхом застосування седативних медикаментів, переважно для полегшення проведення медичної процедури. Прикладами таких медикаментів є ізофлуран, пропофол, етомідат, кетамін, фентаніл, лоразепам та мідазолам. Седація має проводитися під контролем лікаря-анестезіолога.

## Застосування в медицині
Зазвичай, до седації вдаються при нескладних хірургічних процедурах на кшталт ендоскопії чи вазектомії, стоматологічних втручаннях, пластичній хірургії, видаленні зубів мудрості, або для пацієнтів з високим рівнем тривожності. 
Методами седації у стоматології є: інгаляційна (з використанням оксиду азоту(I)), оральна та внутрішньовенна. Інгаляційну седацію також часом називають відносною анальгезією[джерело?].
Седацію також використовують у відділенні інтенсивної терапії при інтубації трахеї, щоб пацієнти могли витримати наявність ендотрахеальної трубки. Ще одним прикладом може бути застосування седації при тривалій електроенцефалографії (ЕЕГ), щоб допомогти пацієнтам розслабитись.

## Ризики
Деякі дослідження стверджують, що від 40 до 50 відсотків операційних ускладнень стаються внаслідок саме седації, через що цей процес привернув до себе увагу. Обструкція дихальних шляхів, апное, артеріальна гіпотензія можуть трапитись під час седації, що вимагає присутності медичного працівника з відповідними навичками визначення та керування подібними проблемами. Крім утруднення дихання, до ризиків також належать незаплановані рівні седації, післяопераційна сомноленція та негативні реакції на седативні медикаменти. Серед ускладнень можуть траплятись перфорація, крововилив та виклик вазовагальних рефлексів (непритомності). Аби уникнути цих ризиків, медичні працівники проводять ретельне доседаційне оцінювання, куди входять вивчення попередньої медичної історії та тестування фізичного стану пацієнта з акцентом на визначення ознак, що вказують на потенційний ризик для пацієнта та потенційно ускладнене управління дихальними шляхами. Також таке оцінювання може виявити необхідність подовження седаційного періоду та додаткових терапевтичних процедур.

## Рівні седації
Міри седації використовують в медичних ситуаціях у поєднанні з медичною історією, при оцінюванні належного рівня седації, для уникнення недостатньої (ризик больових переживань та стресу) чи надмірної (ризик побічних дій, як-от зупинка дихання, що можуть призвести до смерті) седації. Типовими рівнями є:
1. Збудження.
2. Спокій.
3. Чутливість до голосу.
4. Чутливість до тактильних подразників.
5. Чутливість лише до болючих подразників.
6. Нечутливість до болючих подразників.

Американська спілка анестезіологів визначає континуум седації таким чином:
- мінімальна седація — нормальна реакція на вербальний подразник;
- помірна, або "свідома" седація — цілеспрямована реакція на вербальне/тактильне подразнення;
- глибока седація — цілеспрямована реакція на повторюваний чи болючий подразник;
- загальне знечулення — відсутність реакції навіть на болючі подразники.

## Процес скринінгу пацієнта
Перед будь-якими процедурами оральної седації необхідно провести скринінг пацієнта на предмет можливих загроз для здоров'я. В рамках скринінгу визначаються такі моменти: відомі пацієнтові алергії на ліки та інші чутливі реакції, низький кров'яний тиск, вади серця, хвороби нирок, інші алергени на кшталт латексу, історія інсультів та транзиторних ішемічних нападів, нейром'язові розлади (наприклад, м'язова дистрофія), чи поточний перелік ліків та рослинних додатків, які приймає пацієнт. За виявлення будь-яких з цих умов, пацієнта необхідно додатково оцінити для особливих процедур, щоб мінімізувати ризик від застосування седації.
Додатково до вищезгаданих запобіжних дій, пацієнта необхідно опитати й щодо будь-яких травм голови, шиї чи спинного мозку, а також щодо остеопорозу.

## Основні протипоказання до седації для дітей в стоматології
- від до 4-х років;

- наявність будь яких соматичних захворювань у стадії загострення;

- ексудативний діатез;
- запальні процеси верхніх дихальних шляхів, сечостатевої системи, печінки;
- нещодавно перенесені інфекційні захворювання.[9]